# America's Sweetheart (canção)
"America's Sweetheart" é uma canção da cantora norte-americana Elle King, gravada para o seu álbum de estreia, Love Stuff (2015). Elle co-escreveu a canção com o auxílio de seu produtor, Martin Johnson. Foi lançada como o segundo single de promoção do álbum, e o terceiro ao todo (promovido juntamente com "Under the Influence", que por sua vez, teve sua promoção limitada às rádios de rock), tendo sido lançado oficialmente em 8 de fevereiro de 2016, sob o selo da gravadora RCA Records.

## Composição
"America's Sweetheart" é uma canção de Country rock, onde a presença do banjo em seu instrumental é predominante, além de possuir influências de música eletrônica.
A letra da canção disserta sobre a não-conformidade de Elle, na qual a mesma exalta suas características que rudemente diferem da ideia de  ser uma "America's sweetheart" (em português: "queridinha das Américas") e que recusa-se a mudar seja por quem for.
Elle utiliza-se de uma notável técnica vocal no refrão da canção, mais conhecida como belting.

## Faixas e formatos
Versão do single para download
1. "America's Sweetheart" - 4:08

## Apresentações notáveis
Elle apresentou a canção ao vivo durante suas aparições nos programas televisivos The Ellen Degeneres Show e The Tonight Show Starring Jimmy Fallon, ambos indo ao ar em 11 de fevereiro de 2016.

## Videoclipe
O videoclipe para a canção foi lançado oficialmente em 23 de abril de 2016, no canal oficial da cantora no YouTube e no VEVO. O vídeo, que conta com a direção de Brian Welsh, foi gravado no rinque de patinação Moonlight Rollerway, em Glendale, Califórnia. Durante todo o vídeo, é possível ver Elle se divertindo com os amigos numa pista de patinação, enquanto entoa que não é "a queridinha da América". 
O jornalista Dustin Cohen, do jornal ABC News, definiu o vídeo como "retrô" e o comparou aos trabalhos anteriores do grupo sueco ABBA.

## Melhores posições
| Parada (2016)                                             | Melhor posição |
| --------------------------------------------------------- | -------------- |
| Canadá Canada AC (Billboard)                              | 39             |
| Canadá Canada Hot AC (Billboard)                          | 21             |
| Estados Unidos Bubbling Under Hot 100 Singles (Billboard) | 14             |
| Estados Unidos (Billboard Adult Contemporary)             | 28             |
| Estados Unidos (Billboard Adult Top 40)                   | 14             |
| Estados Unidos (Billboard Alternative Airplay)            | 38             |
| Estados Unidos (Billboard Hot Rock & Alternative Songs)   | 10             |

| Parada (2016)                                  | Posição |
| ---------------------------------------------- | ------- |
| Estados Unidos - US Hot Rock Songs (Billboard) | 30      |

| País                  | Certificação | Vendas |
| --------------------- | ------------ | ------ |
| Canadá (Music Canada) | Ouro         | 40.000 |

## Prêmios e indicações
| Ano  | Prêmio             | Categoria        | Resultado |
| ---- | ------------------ | ---------------- | --------- |
| 2016 | Teen Choice Awards | Choice Rock Song | Indicado  |

## Histórico de lançamento
| País/Região    | Data                   | Formato                | Gravadora | Ref.   |
| -------------- | ---------------------- | ---------------------- | --------- | ------ |
| Estados Unidos | 8 de fevereiro de 2016 | Hot adult contemporary | RCA       | [ 22 ] |
| Estados Unidos | 15 de março de 2016    | Contemporary hit radio | RCA       | [ 23 ] |